# 斯特万·多罗尼斯基
斯特万·多罗尼斯基（1919年9月26日—1981年8月14日），塞尔维亚族，是南斯拉夫的党和国家领导人，南斯拉夫共产主义者联盟中央委员会主席团执行主席、中央委员会主席团主席，南斯拉夫社会主义联邦共和国主席团副主席。

## 生平
1919年，出生于塞尔维亚北部伏伊伏丁那斯雷姆州克尔采丁的农民家庭。
1936年，入团。
1939年，入党。
1940年，在学院从事教学。 
1941年，德国入侵南斯拉夫后，参加武装起义，任南共斯塔拉帕佐瓦区委员会委员。12月，任南斯拉夫共青团斯雷姆区委员会书记、区委员会委员。
1942年，任共青团区委机关报《青年之声》的主编。 
1943年，任南共伏伊伏丁那省委主席团委员、省委组织书记、人民解放委员会委员、反法西斯青年联盟委员会书记。
1944年，在南斯拉夫反法西斯青年联盟第二次代表大会，当选南斯拉夫反法西斯青年联盟中央委员会委员。8月，任伏伊伏丁那省共青团委书记。 
1945年，任共青团中央委员会组织书记。
1949年，任南共伏伊伏丁那省委员会组织书记。同年，塞共二大，为塞共中央委员。
1951年，任南共伏伊伏丁那省委员会政治书记。
1952年，南共五大，为南共中央委员。
1953年，任伏伊伏丁那社会主义自治省执行委员会主席。12月，任伏伊伏丁那社会主义自治省议会主席。
1959年，塞共四大，为塞共中央执行委员会委员。
1963年，任塞尔维亚社会主义共和国执行委员会副主席（副总理）。
1965年，任南共贝尔格莱德市委员会书记。同年，塞共五大，仍为塞共中央执行委员会委员。
1966年，任塞共中央执行委员会书记。
1969年，南共九大，为南共中央主席团委员、中央主席团执行局（政治局）委员。
1974年，南共十大，为南共中央主席团委员。
1977年，任南斯拉夫社会主义联邦共和国联邦主席团副主席。
1978年，南共十一大，仍为南共中央主席团委员。
1979年，任南共中央主席团执行主席。 
1980年，铁托病重去世，代为主持南共中央日常工作。6月，南共中央全会，为南共中央主席团主席（从此确定以“中央委员会主席团主席”代替“中央委员会主席”，由各共和国和自治省共盟的代表轮流担任，任期一年）。
1981年，病逝。

## 作品
- 《共产主义者联盟在行动》（1977年）
- 《南斯拉夫共产主义青年团在伏伊伏丁那的斗争》（1981年）